# Eiyū-Ō, Bu o Kiwameru Tame Tensei-Su: Soshikite, no Minarai Kishi
Eiyū-Ō, Bu o Kiwameru Tame Tensei-Su: Soshikite, no Minarai Kishi (英雄王、武を極めるため転生す ～そして、世界最強の見習い騎士♀～ lit. El rey héroe, reencarnado en una maestra de las artes marciales: Convirtiéndose así en la mujer caballero en entrenamiento más fuerte del mundo?), también conocida como Reborn to Master the Blade: From Hero-King to Extraordinary Squire en inglés, es una serie de novelas ligeras de fantasía japonesa escritas por Hayaken e ilustrada por Nagu. Comenzó a serializarse en línea en marzo de 2019 en el sitio web de publicación de novelas generado por Shōsetsuka ni Narō.
Posteriormente fue adquirido por Hobby Japan, que ha publicado doce volúmenes desde noviembre de 2019 bajo su sello HJ Bunko. Una adaptación al manga con arte de Moto Kuromura se ha serializado en línea a través del sitio web Comic Fire de Hobby Japan desde diciembre de 2019 y se ha recopilado en seis volúmenes tankōbon. Tanto la novela ligera como el segundo manga han sido autorizados en Norteamérica por J-Novel Club. Se lanzó una adaptación ONA de dos episodios entre el 7 y el 14 de noviembre de 2020 en la cuenta de Twitter de Comic Fire. Se ha anunciado una nueva adaptación de anime por parte de Studio Comet que se estrenará en enero de 2023.

## Sinopsis
En el Reino de Silvare, vivía el Rey Héroe Inglis Yukes. Con la bendición personal de la diosa Alistia, Inglis se convirtió en un caballero divino, matando a los enemigos de la humanidad y los dioses oscuros para establecer el Reino. Como último favor que se le concedió en su lecho de muerte, la diosa Alistia reencarnó a Inglis, ya que su mayor arrepentimiento fue no poder alcanzar la cima del dominio de la espada. Ahora renacido como mujer (quizás por los caprichos de la diosa en modo de broma), Inglis se esfuerza por vivir una vida en un futuro lejano en el que realmente pueda dominar la espada.

## Personajes
Inglis Yukes (イングリス Ingurisu?)
 Seiyū: Akari Kitō
El Héroe-Rey del Reino de Silvare, reencarnó como mujer para dedicar su nueva vida a entrenar su brazo de espada. Le gusta luchar contra los fuertes sobre todo. Ella es una persona sin marca que no está calificada para ser una caballero, por lo que se ofrece como voluntaria para servir como escudera de su amiga de la infancia y prima, Rafinha Bilford.
Rafinha Billford (ラフィニア・ビルフォード Rafinia Birufōdo?)
 Seiyū: Ai Kakuma
Es la hermana menor de Rafael y prima y amiga de la infancia de Inglis. Ella es una candidata para la próxima generación de caballeros que manipula armas mágicas que disparan flechas de luz. Aspira a la Academia Real de Caballeros con su favorito, Inglis, que siempre está con ella. Ella tiene un corazón recto y es una creadora de humor brillante y animada. Ella anhela que su hermano Rafael, quien será un paladín, se case con su prima. Ella posee un complejo de busto, ya que está celosa del busto enorme de Inglis. Le gusta manosear a Inglis cuando se están bañando juntas.
Leone Olfa (レオーネ・オルファー Reōne Orufā?)
 Seiyū: Tomori Kusunoki
Es la hermana menor del traidor santo caballero Leon. Ella está entrenando para ser una Caballero. Es buena amiga y compañera de cuarto de Inglis y Rafinha, por lo que a menudo trabaja con ellas. Después de que su hermano traicionó a los Caballeros Sagrados, Leone fue tratada como una marginada y acosada en la Academia hasta que Inglis y Rafinha vinieron a defenderla.
Liselotte Arcia (リーゼロッテ・アールシア Rīzerotte Ārushia?)
 Seiyū: Wakana Kuramochi
Es la hija de un duque, que se desempeña como canciller del país. Ella se está entrenando para ser una Caballero y toma una actitud severa hacia Leone por ser la hermana de Leon al principio, pero luego se reconcilian.
Eris (エリス Erisu?)
 Seiyū: Haruka Shiraishi
Es una caballero sagrado muy poderoso con un tipo especial de artefacto conocido como Hyrule Menace. Por lo general, adopta la apariencia de una mujer joven, pero puede transformarse en un arma a voluntad. Leon pretende llevar a Eris a la Brigada Cadenas de Hierro Sangrientas para que aprendan a hacer artefactos sin ayuda de los Highlanders.
Sistia Rouge (システィア・ルージュ Shisutia Rūju?)
 Seiyū: Eri Kitamura
Sistia Rouge es una de las poderosas Hyrule Menace (además de Eris y Ripple ) y miembro de la Brigada Cadenas de Hierro Sangrientas. Sistia es una guerrera poderosa y sedienta de sangre cuando solo está interesada en luchar contra oponentes tan formidables y se aburre de luchar contra oponentes más débiles. Como miembro de la Brigada Cadenas de Hierro Sangrientas, odia a los Highlanders debido a su pasado trágico desconocido de lo que los Highlanders le hicieron. Al ser derrotada por Inglis, Sistia desarrolla una rivalidad con ella. 
Ripple (リップル Rippuru?)
 Seiyū: Naomi Ōzora
Es una Hyrule Menace y una amiga cercana de Eris. Ella pertenece a una raza semihumano con orejas y cola de perro. A pesar de tener una apariencia joven, Ripple es mucho mayor que Inglis.
Rafael Billford (ラファエル・ビルフォード Rafaeru Birufōdo?)
 Seiyū: Atsushi Tamaru
Es el hermano mayor de Rafinha y un caballero sagrado que porta una Runa de clase especial.
Leon Olfer (レオン・オルファー Reon Orufā?)
 Seiyū: Yūichi Nakamura
Es el ex caballero sagrado y ex socio de Eris. Es tranquilo, sincero y amistoso con Inglis y Rafinha. Se revela como un espía de la Brigada Cadenas de Hierro Sangrientas (una organización anti-Highlander) cuando traicionó a los caballeros sagrados y convirtió a Rahl en una bestia mágica. También es el hermano mayor de Leone Olfa, pero su traición hizo que su hermana fuera tratada como una paria.
El Enmascarado Negro (黒仮面の男 Kuro Kamen no Otoko?)
 Seiyū: Katsuyuki Konishi
Es un hombre misterioso que lidera la "Brigada Cadenas de Hierro Sangrientas", una organización que se rebela contra el Territorio Tenjo. Puede transformar a un Hombre Celestial en una Bestia de Piedra Mágica con Polvo Prisma. Él está actuando detrás de escena en varias partes del mundo, como causar confusión. Tiene un fuerte odio hacia los Highlanders y quería matarlos a todos por la tragedia que los Highlanders le hicieron. A pesar de ello, posee un sentido de honor, como cuando ayudó a Inglis a detener al monstruoso Cyrene y redujo al Highlander congelado a una pequeña criatura.
Rahl Rambach (ラーアル・ランバー Rāaru Ranbā?)
 Seiyū: Chiaki Kobayashi
Un hijo de mercaderes que se convirtió en Highlander a través del nepotismo y el soborno. Es muy arrogante y egoísta. En el pasado derrotó a Rafael y a los Caballeros de Ymir como parte de un entrenamiento, pero a la vez fue derrotado por Inglis, lo que le hizo desarrollar un odio hacia ella. Años después, Rahl reaparece como un emisario Highlander, donde obliga a Inglis a "acostarse" con él a cambio de no hacer daño a Rafihna u otra persona. Sin embargo mientras esperaba a Inglis en sus aposentos, Rahl es transformado por Leon en un demonio de piedras. Inglis se enfrenta a Rahl transformado y consigue acabar con él.
Cyrene (キレネ Kirene?)
 Seiyū: Aki Toyosaki
Una mujer Highlander y la cónsul de Nova. A diferencia de otros Highlanders, Cyrene demostró ser una mujer amable y razonable que se preocupaba por sus súbditos y no permitía que su poder la corrompiera. Sin embargo, esto no impidió que fuera convertida en una demonio de piedras por la Brigada Cadenas de Hierro Sangrientas. Al ver que Cyrene aún tenía conciencia, Inglis la aprisionó en hielo y el Enmascarado Negro la redujo a una pequeña criatura. Actualmente, Cyrene es la mascota viajera de Inglis y Rafinha, mientras buscan la manera de devolverla a la normalidad. En su actual forma, Cyrene se siente atraída hacia las chicas que tienen el busto enorme. 
Viejo Rey Inglis (老王イングリス Rō Ō Ingurisu?)
 Seiyū: Mugihito
El antiguo Rey del Reino de Silvare que se convirtió en héroe gracias a la bendición personal de la diosa Alistia. Al morir, reencarnó en una chica.

## Medios

### Novelas ligeras

#### Lista de volúmenes
| N.º | Fecha de lanzamiento    | ISBN original          |
| --- | ----------------------- | ---------------------- |
| 1   | 30 de noviembre de 2019 | ISBN 978-4-79-862064-0 |
| 2   | 29 de febrero de 2020   | ISBN 978-4-79-862147-0 |
| 3   | 1 de julio de 2020      | ISBN 978-4-79-862244-6 |
| 4   | 31 de octubre de 2020   | ISBN 978-4-79-862344-3 |
| 5   | 1 de mayo de 2021       | ISBN 978-4-79-862479-2 |
| 6   | 1 de diciembre de 2021  | ISBN 978-4-79-862675-8 |
| 7   | 30 de abril de 2022     | ISBN 978-4-79-862826-4 |
| 8   | 1 de agosto de 2022     | ISBN 978-4-79-862886-8 |
| 9   | 1 de marzo de 2023      | ISBN 978-4-79-863016-8 |
| 10  | 1 de septiembre de 2023 | ISBN 978-4-79-863264-3 |
| 11  | 28 de diciembre de 2023 | ISBN 978-4-79-863381-7 |
| 12  | 1 de agosto de 2024     | ISBN 978-4-79-863595-8 |

### Manga

#### Lista de volúmenes
| N.º | Fecha de lanzamiento     | ISBN original          |
| --- | ------------------------ | ---------------------- |
| 1   | 27 de agosto de 2020     | ISBN 978-4-79-862268-2 |
| 2   | 1 de mayo de 2021        | ISBN 978-4-79-862496-9 |
| 3   | 28 de diciembre de 2021  | ISBN 978-4-79-862653-6 |
| 4   | 1 de noviembre de 2022   | ISBN 978-4-79-862885-1 |
| 5   | 29 de septiembre de 2023 | ISBN 978-4-79-863156-1 |
| 6   | 3 de febrero de 2025     | ISBN 978-4-79-863468-5 |

### Anime
El 31 de octubre de 2020, se anunció una adaptación ONA de dos episodios de la serie. El primer episodio se transmitió el 7 de noviembre de 2020 en la cuenta oficial de Twitter de Comic Fire, seguido del segundo episodio el 14 de noviembre de 2020.
El 29 de noviembre de 2021, se anunció una nueva adaptación del anime. Más tarde se reveló que era una serie de televisión producida por Studio Comet. La serie está dirigida por Naoyuki Kuzuya, con guiones escritos por Mitsutaka Hirota, diseños de personajes a cargo de Reiichirō Ōfuji y la banda sonora compuesta por Kenta Higashiohji. El tema del opening es "Day1" de Auo con Win Morisaki, mientras que el tema del ending es "Self Hug Big Love" (セルフハグ・ビッグラヴ?) de Yui Nishio. La serie se estrenará el 10 de enero de 2023 en TV Tokyo y en otras redes. Crunchyroll obtuvo la licencia de la serie fuera de Asia, mientras que Muse Communication obtuvo la licencia en el sur y sureste de Asia.
| N.º | Título | Dirigido por           | Escrito por      | Fecha de emisión original |
| --- | --- | ---------------------- | ---------------- | ------------------------- |
| 1 | «El regreso del Inglis, el rey heroico» Transcripción: «Eiyū-Ō Ingurisu, Tensei-su» (en japonés: 英雄王イングリス、転生す)                     | Kyōhei Suzuki          | Mitsutaka Hirota | 10 de enero de 2023       |
| En su lecho de muerte, Inglis le pide un último deseo a la diosa Alistia: volver a nacer para poder seguir mejorando sus artes de combate. La diosa le concede su deseo, sin embargo, cuando se despierta descubre que ha nacido en el cuerpo de una niña. | |                        |                  |                           |
| 2 | «Encuentro con Hyral Menas» Transcripción: «Hairaru Menasu no Kaigō» (en japonés: 天恵武姫の邂逅)                                              | Kyōhei Suzuki          | Mitsutaka Hirota | 17 de enero de 2023       |
| Inglis decide alterar su bautismo para no obtener una runa que decida su destino y así poder seguir entrenando libremente. | |                        |                  |                           |
| 3 | «En marcha hacia la capital» Transcripción: «Ōto e no Tabidachi» (en japonés: 王都への旅立ち)                                                  | Seo Hye-Jin            | Mitsutaka Hirota | 24 de enero de 2023       |
| Inglis y Eris se enfrentan a Leon quien les confiesa sus verdaderas intenciones. En medio de la batalla aparece Rani, quien también había ido por su cuenta a detener a Rahl.                                                                              | |                        |                  |                           |
| 4 | «La ciudad que gobierna la highlander» Transcripción: «Hairandā ga Shihai Suru Machi» (en japonés: 天上人が支配する街)                         | Kyōhei Suzuki          | Mitsutaka Hirota | 31 de enero de 2023       |
| Chris y Rani ayudan a Seilyn a librarse de los caballeros corruptos del anterior gobernante que fueron expulsados por la highlander. | |                        |                  |                           |
| 5 | «La academia de caballeros reales» Transcripción: «Ōritsu Kishi Akademī» (en japonés: 王立騎士アカデミー)                                      | Yūichi Satō            | Daisuke Tazawa   | 7 de febrero de 2023      |
| Chris y Rani hacen una parada en Almen antes de llegar a la academia de caballeros reales. Allí conocerán a Leone, otra futura caballera, y se reencontrarán con Rafael.                                                                                   | |                        |                  |                           |
| 6 | «El laberinto de las pruebas» Transcripción: «Shiren no Meikyū» (en japonés: 試練の迷宮)                                                       | Tatsuji Yamazaki       | Mitsutaka Hirota | 14 de febrero de 2023     |
| Chris, Rani, Leone, Liselotte y Pram son elegidas por la directora para realizar un examen especial en el que pondrán a prueba su fortaleza mental. | |                        |                  |                           |
| 7 | «La enfermedad de las Hyral Menas» Transcripción: «Hairaru Menasu no Yamai» (en japonés: 天恵武姫の病)                                         | Tomio Yamauchi         | Daisuke Tazawa   | 21 de febrero de 2023     |
| Rafael invita a Chris y a Rani a la fiesta del nombramiento de un nuevo highlander. Allí coincidirán con Eris y Ripple, que últimamente ha comenzado a sentirse mal cada vez que aparecen bestias de magicita.                                             | |                        |                  |                           |
| 8 | «La orden para proteger a Ripple» Transcripción: «Rippuru Goei Shirei» (en japonés: リップル護衛指令)                                          | Sayaka Tsuji           | Mitsutaka Hirota | 28 de febrero de 2023     |
| Ripple se ha trasladado a la academia de caballeros reales para custodiarla y deshacerse de las bestias que invoca cuando pierde el control. | |                        |                  |                           |
| 9 | «Un artefacto nuevo» Transcripción: «Atarashii Ātifakuto» (en japonés: 新しい魔印武具)                                                         | Fumio Maezono          | Daisuke Tazawa   | 7 de marzo de 2023        |
| Tras vencer a la bestia de magicita invocada por Ripple, Theodore le regala a Rani un nuevo artefacto con otro don. | |                        |                  |                           |
| 10 | «El plan para atacar a un highlander» Transcripción: «Hairandā Shūgeki Keikaku» (en japonés: 天上人襲撃計画)                                   | Sayaka Tsuji Lee Kisup | Daisuke Tazawa   | 14 de marzo de 2023       |
| Chris y Rani se infiltrarán en la corte fingiendo que son sirvientas para proteger al rey y al emisario de High Land de la Brigada Cadena de Sangre. | |                        |                  |                           |
| 11 | «La escudera sin igual» Transcripción: «Minarai Kishi, Musō su» (en japonés: 見習い騎士、無双す)                                               | Masayuki Takahashi     | Mitsutaka Hirota | 21 de marzo de 2023       |
| Cuando aparece la Brigada Cadena de Sangre se descubren las verdaderas intenciones del highlander. Chris se enfrentará a él por orden del rey para detener sus planes.                                                                                     | |                        |                  |                           |
| 12 | «¡Choque! El rey heroico contra el rey de los arcoíris» Transcripción: «¡Gekitotsu! Eiyū Ō Buiesu Niji no Ō» (en japonés: 激突!英雄王vs虹の王) | Kyōhei Suzuki          | Mitsutaka Hirota | 28 de marzo de 2023       |
| Ante la aparición del Prismer, Chris deberá decidir si enfrentarse a él o al hombre enmascarado de la Brigada Cadena de Sangre. | |                        |                  |                           |